# Río San Isidro (España)
El río San Isidro es un río de montaña del norte de España que discurre por la parte sur de la zona central de Asturias. Es un afluente del río Aller, a su vez afluente del río Caudal y éste del río Nalón.

## Curso
El río San Isidro nace en la cordillera Cantábrica, cerca del pico Toneo (2094 m), en el concejo de Aller y desemboca en el río Aller en la localidad de Collanzo del concejo de Aller tras un recorrido de unos 17,5 km.
Atraviesa las poblaciones de Felechosa, Pola del Pino, Llanos y Santibáñez de la Fuente.